# صخره‌ماهی کوتاه‌چنگکی
صخره‌ماهی کوتاه‌چنگکی (نام علمی: Sebastes borealis) نام یک گونه از سرده صخره‌ماهی است.